# Дора 1999.
Дора 1999. одржана је 7. марта у студију ХРТ у Загребу, а водитељи су били Оливер Млакар и Влатка Покос. Такмичиле су се 24 песме, а о победнику је одлучивао 21 жири, 20 регионалних и 21. жири састављен од резултата јавног гласања. Ово је било прво такмичење на којем се први пут представља оркестар откако постоји Дора. Свака песма има свог диригента, односно као аранжера за одређену песму. Ово је постојало до 2004.
Победница конкурса је Дорис Драговић са „Марија Магдалена“. Драговић је раније представљала Југославију 1986. године са песмом „Жељо моја“.

## Пријаве
ХРТ је расписао конкурс која је трајала од средине новембра до 22. децембра 1998. Аутори су слали радове на аудио касетама који су морали да буду потписани под шифром.

## Вечери
1999. године је одржана Дора у три вечери: Нај Дора, Пјевамо Дору и финале. Нај Дора је било вече посвећен хрватским извођачима који су учествовали на Евровизији, док је Пјевајмо Дору било вече где су финалисти Доре 99 певали песме са претходних Дора по њиховом избору.
| Редослед | Извођач          | Песма                         | Диригент          | Жири | Јавно гласање | Укупно | Место |
| -------- | ---------------- | ----------------------------- | ----------------- | ---- | ------------- | ------ | ----- |
| 1        | Teens            | "Мирис љубави"                | Силвије Глојнарић | 23   | 5             | 28     | 14    |
| 2        | Кристина         | "Да зора зна"                 | Стипица Калогјера | 0    | 0             | 0      | 21    |
| 3        | Ален Нижетић     | "Само ти"                     | Стипица Калогјера | 15   | 8             | 23     | 16    |
| 4        | Andy             | "Само небо зна"               | Стипица Калогјера | 49   | 0             | 49     | 9     |
| 5        | En Face          | "Кад престане киша"           | н/а               | 0    | 0             | 0      | 21    |
| 6        | Ђулијано         | "Добро ми дошла љубави"       | Никица Калогјера  | 77   | 10            | 87     | 6     |
| 7        | Јосип Каталенић  | "Сан"                         | Алан Бјелински    | 100  | 6             | 106    | 4     |
| 8        | Никита           | "Краљица ноћи"                | Силвије Глојнарић | 5    | 0             | 5      | 19    |
| 9        | Магазин          | "Касно је"                    | Стипица Калогјера | 104  | 1             | 105    | 5     |
| 10       | Сања Лукановић   | "Још једном"                  | н/а               | 8    | 0             | 8      | 18    |
| 11       | Турбо X          | "Цијели свијет је између нас" | Јосип Цвитановић  | 0    | 0             | 0      | 21    |
| 12       | Горан Каран      | "Нисам те вриједан"           | Стипица Калогјера | 120  | 2             | 122    | 3     |
| 13       | Joy              | "Узалуд"                      | н/а               | 11   | 0             | 11     | 17    |
| 14       | Манди            | "Лако је рећи збогом"         | н/а               | 2    | 0             | 2      | 20    |
| 15       | Марина Томашевић | "Ја сам твоја жена"           | Никица Калогјера  | 28   | 0             | 28     | 14    |
| 16       | Ђани Стипаничев  | "Још једно јутро буди се"     | Алан Бјелински    | 38   | 0             | 38     | 12    |
| 17       | Бранка Близнац   | "Дајте љубави"                | Никица Калогјера  | 0    | 0             | 0      | 21    |
| 18       | Зринка           | "Једном у животу"             | Стипица Калогјера | 55   | 0             | 55     | 8     |
| 19       | Зорана Шиљег     | "Није те брига"               | Никица Калогјера  | 38   | 0             | 38     | 12    |
| 20       | Рената Сабљак    | "И како сада ићи даље"        | Алан Бјелински    | 39   | 0             | 39     | 11    |
| 21       | Дорис Драговић   | "Марија Магдалена"            | Стипица Калогјера | 195  | 12            | 207    | 1     |
| 22       | Младен Грдовић   | "Мама Марија"                 | Стипица Калогјера | 71   | 3             | 74     | 7     |
| 23       | Минеа            | "У поноћ позвони"             | н/а               | 36   | 4             | 40     | 10    |
| 24       | Петар Грашо      | "Љубав једне жене"            | Стипица Калогјера | 146  | 7             | 153    | 2     |